# Корисні копалини Іраку
Корисні копалини Іраку

## Загальна характеристика
Надра Іраку багаті нафтою і природним газом, сіркою, фосфоритами, кам'яною сіллю і нерудними будівельними матеріалами. На території Іраку є також родовища залізних і свинцево-цинкових руд, асфальтиту, а також рудопрояви міді, нікелю, стибію, хромітів, марганцю, азбесту, тальку.
Нафта і газ — основні корисні копалини країни. За запасами нафти Ірак займає 2-е місце у світі (після Саудівської Аравії). Більшість родовищ (Кіркук, Ер-Румайла, Ез-Зубайр, Айн-Зала) пов'язані з Месопотамським крайовим прогином.

## Окремі види корисних копалин

### Нафта і газ
Ірак майже цілком розташований в нафтогазоносному басейні Перської затоки. Підтверджені запаси нафти на 1998 р. близько 13,6 млрд т, природного газу близько 3107 млрд м³. Станом на 2003 р. сумарні залишкові запаси видобувної нафти в Іраку за даними [Oil & Gas Journal, 2003. V.101] становлять 331,2 млрд барелів (45,37 млрд т), природного газу — 322,5–323,9 трлн куб. футів (9,05 трлн м³). При цьому північний добувний район (9 діючих родовищ) має в своєму розпорядженні залишкові запаси видобувної нафти 17,8 млрд бар. (2,44 млрд т), природного газу — 12,4–13,0 трлн куб. футів (347 364 млрд м³). Крім того, в цьому районі розташовано 17 родовищ, що не розробляються з сумарними підтвердженими запасами 5,0 млрд бар. нафти (685 млн т) і 32,4–33,3 трлн куб. футів газу (907 932 млрд м³). Південний і Центральний добувні райони (8 діючих родовищ) мають в своєму розпорядженні залишкові видобувні запаси нафти в 57,5 млрд бар. (7,88 млрд т), природного газу — 24,9 трлн куб. футів (697 млрд м³). Крім того, в цих районах розташовані ще 17 родовищ, що не розробляються з сумарними підтвердженими запасами 28,9 млрд бар. нафти (3,96 млн т) і 41,7 трлн куб. футів газу (1168 млрд м³). Потенційні і перспективні ресурси по 350 перспективних об'єктах оцінені в 222 млрд бар. нафти (30,41 млрд т) і 211 трлн куб. футів газу (5,9 трлн м³). Майже 88 % запасів нафти зосереджено в родовищах Кіркук, Ер-Румайла, Зубайр, Ратаві, Манджун. Сливе 60 % запасів нафти сконцентровано у відкладах мезозойської доби, інші — в кайнозойських породах. Основний продуктивний горизонт залягає на глибині 300–1200 м, деякі — на глибині 3000–3900 м. Нафти середні і важкі, сірчисті і високосірчисті.
За оцінками компанії British Petroleum на 2003 р в Іраці запаси нафти становлять 112 млрд бар., частка у світі — 11 %, за рівнем споживання майбутній продуктивний період — понад 100 років.
Запаси газу (трлн м³), частка у світі і роки видобутку, що залишилися у Іраці 3 (2 %), понад 100 років. Близько 70 % доведених запасів припадає на попутний газ, 20 % — на вільний, 10 % — на газ газових шапок. Основна частина запасів попутного газу містяться в нафтових родовищах Киркук, «Айн-Залу», Бутма, Бай-Хассан (на півночі країни), а також в родовищах Румейла-Норт, Румейла-Саут і Зубейр (на півдні).

### Інші корисні копалини
Залізо. Загальні запаси залізних руд невеликі (бл. 30 млн т). Родовища належать до осадового і скарнового типів.
Поліметали. Родовища свинцево-цинкових руд належать до скарнового і гідротермально-метасоматичного типів. Запаси свинцю і цинку в перерахунку на метал відповідно становлять 25 і 145 тис. т.
Фосфорити. Запаси P2O5 в Іраку становлять 5,4 % від світових. Ірак володіє великими ресурсами фосфору в фосфоритах. Ресурси зернистих фосфоритів в країні станом на 1998 р становлять 2,13 % світових (бл. 0,8 млрд т). Найбільші родовища — Акашат і Ер-Рутба, які представлені пластами потужністю 0,5-10 м. Розвідані багаті родовища фосфоритів Ер-Рутба, що містять також уран.
Сірка. За запасами самородної сірки (запаси — близько 250 млн т) Ірак займає одне з провідних місць. Багаті родовища сірки локалізовані в Месопотамському крайовому прогині в районі Мосула. Родов. сірки — Мішрак, Ель-Фатха і Лазага, укладені в карбонатних відкладах середнього міоцену у вигляді пластоподібних тіл сумарною потужністю близько 70 м.
Сіль. На півночі, в межах складчастої зони, розташовані. родовища кам'яної солі, які розробляються для місцевих потреб.